# إبراهيم سعيد (لاعب كرة قدم إماراتي)
إبراهيم سعيد (مواليد 14 يناير 1992، لاعب كرة قدم إماراتي يجيد اللعب في الظهير الأيسر مع نادي الظفرة .

## مسيرة اللاعب
لعب مع نادي بني ياس ونادي الظفرة ونادي خورفكان ونادي دبا الفجيرة ونادي العروبة.

## روابط خارجية
- إبراهيم سعيد على موقع Soccerway.com (الإنجليزية)